# Lival
Lival ist eine Rotweinsorte. Es handelt sich um eine Neuzüchtung des Institut national de la recherche agronomique (INRA) Montpellier zwischen den Rebsorten Alphonse Lavallée  x Lignan Blanc. Die Kreuzung erfolgte im Jahr 1956 durch den französischen Ampelographen Paul Truel auf dem Gelände der Domaine de Vassal, dem Versuchsweingut des INRA Montpellier. Zusammen mit den Sorten Danlas und Ribol gehörte Lival zu einem Programm zur Ergänzung des französischen Angebots von frühreifenden Tafeltrauben. Da die Sorte sehr früh reift, wird das Risiko von Frösten im Herbst sowie Rohfäule minimiert. Zudem kann die Saison zum Verkauf von Tafeltrauben sehr früh eröffnet werden.
Es wurde bisher ein Klon, die Nummer 501 selektiert.
In Frankreich waren im Jahr 1981 ca. 89 Hektar Rebfläche mit Lival bestockt.
Siehe auch den Artikel Weinbau in Frankreich sowie die Liste von Rebsorten.
- Synonyme: Zuchtstammnummer 696-11 E.M. (Kreuzung Nummer 696, Pflanze 11 der Serie).
- Abstammung: Alphonse-Lavallée × Lignan Blanc

## Ampelographische Sortenmerkmale
In der Ampelographie wird der Habitus folgendermaßen beschrieben:
- Die Jungblätter sind bronzefarben (Anthocyanflecken).
- Die Blätter (siehe auch den Artikel Blattform) sind fünflappig bis siebenlappig und tief gebuchtet. Die Stielbucht ist lyrenförmig offen. Der Blattrand ist spitz gesägt. Die Zähne sind im Vergleich der Rebsorten mittelgroß. Die Blattoberfläche (auch Spreite genannt) ist kaum blasig.
- Die Traube ist ausgesprochen kurz. Die rundlichen Beeren sind groß und von blau-schwarzer Farbe.

Die Rebsorte Lival reift ca. 5 bis 6 Tage nach dem Gutedel und gilt damit für eine rote Rebsorte als sehr früh reifend. 